# Erika Tophoven
Erika Tophoven (geboren 17. Mai 1931 in Dessau) ist eine deutsche Übersetzerin und Autorin.        

## Leben
Erika Schöningh wuchs kriegsbedingt in Ostfriesland auf. Sie studierte Englisch und Französisch und machte ein Diplom als Übersetzerin aus dem Englischen. Sie reiste 1956 nach Paris und traf dort auf Elmar Tophoven, der in seinen unterschiedlichen Tätigkeiten auch Samuel Beckett ins Deutsche übersetzte. Schöningh wurde fortan an der Übersetzungsarbeit beteiligt, wobei sie Beckett ihre Ergebnisse vorlasen und mit ihm diskutierten. Sie heirateten und bekamen zwei Söhne. Erika Tophoven übersetzte, teilweise zusammen mit ihrem Mann, Romane, Theaterstücke und Hörspiele aus dem Englischen und Französischen, vornehmlich Werke von Samuel Beckett und Nathalie Sarraute, daneben auch Hélène Cixous, Agota Kristof, Victor Segalen und Georges Simenon. Beim NWDR moderierte sie drei Sendungen. 
Auf Elmar Tophovens und ihre Beharrlichkeit ging 1978 die Gründung des Europäischen Übersetzer-Kollegiums in Straelen zurück.
Nach Elmar Tophovens und Becketts Tod 1989 zog sie nach Berlin. Sie schrieb ein Buch über Becketts Verhältnis zu Deutschland und dessen Deutschlandreise 1936.

## Schriften (Auswahl)
- Mercadet oder Warten auf Godeau. Honoré de Balzac. Übersetzung und Nachwort von Erika Tophoven. Verbrecher Verlag. 2017 ISBN 9783957321961
- Godot hinter Gittern. Eine Hochstaplergeschichte. Verbrecher Verlag. 2015 ISBN 9783957321244
- Glückliche Jahre – Übersetzerleben in Paris. Gespräche mit Marion Gees. Berlin: Matthes & Seitz, 2011 ISBN 978-3-88221-571-7
- Becketts Berlin. Berlin : Nicolai, 2005
- Nursery rhymes. Englische Kinderreime. Englisch-deutsch. Auswahl und Übersetzung von Erika Tophoven. Ill. von Louise Oldenbourg. München: Dt. Taschenbuch-Verlag, 1995
- Comptines. Französische Kinderreime. Französisch-deutsch. Auswahl und Übersetzung von Erika Tophoven. Ill. von Isabel Pin. München: Dt. Taschenbuch-Verlag, 2011 (1995)